# Нижнеиванаево
Нижнеивана́ево (баш. Түбәнге Иванай) — деревня в Балтачевском районе Республики Башкортостан Российской Федерации. Центр Кунтугушевского сельсовета.

## География

### Географическое положение
Расстояние до:
- районного центра (Старобалтачёво): 7 км,
- ближайшей ж/д станции (Куеда): 76 км.

## Население
| 2002 | 2009 | 2010 |
| ---- | ---- | ---- |
| 267  | ↗336 | ↘314 |

Национальный состав
Согласно переписи 2002 года, преобладающая национальность — марийцы (96 %).

## Известные уроженцы
- Калитов, Георгий Гайниахметович (род. 7 сентября 1952 года — 22 ноября 2021) — народный художник РБ (2012), лауреат Государственной премии РБ им. Салавата Юлаева (1995). Член СХ РФ с 1995 года.